# نووگومروو
نووگومروو (انگلیسی: Novogumerovo) یک شهرک در شهرستان کوشنارنکوفسکی جمهوری باشقیرستان در کشور روسیه است.